# Cotoneaster gracilis
Cotoneaster gracilis är en rosväxtart som beskrevs av Alfred Rehder och E.H. Wilson. Cotoneaster gracilis ingår i släktet oxbär, och familjen rosväxter. Utöver nominatformen finns också underarten C. g. difficilis.